# Gliocladium luteolum
Gliocladium luteolum är en svampart som beskrevs av Höhn. 1903. Gliocladium luteolum ingår i släktet Gliocladium och familjen Hypocreaceae.   Inga underarter finns listade i Catalogue of Life.